# Čenkov u Bechyně
Čenkov u Bechyně település Csehországban, a České Budějovice-i járásban. Čenkov u Bechyně Žimutice, Bečice, Záhoří és Březnice településekkel határos. Lakosainak száma 61 fő (2024. január 1.).

## Népesség
A település lakosságának változását az alábbi diagram mutatja:
| Lakosok száma | 120  | 103  | 112  | 74   | 57   | 55   | 59   | 59   | 65   | 61   |
|               | 1869 | 1890 | 1921 | 1950 | 1980 | 2001 | 2017 | 2019 | 2022 | 2024 |